# رافاييل ديل بينو
رافاييل ديل بينو (بالإسبانية: Rafael del Pino) هو شخصية أعمال إسباني، ولد في 10 نوفمبر 1920 في مدريد في إسبانيا، وتوفي بنفس المكان في 14 يونيو 2008.